# Terminalia muelleri
Terminalia muelleri là một loài thực vật có hoa trong họ Trâm bầu. Loài này được Benth. miêu tả khoa học đầu tiên năm 1864.